# Минимална работна заплата в Черна гора
Минималната работна заплата в Черна гора е най-ниското месечно или почасово възнаграждение, което работодателите се задължават да заплащат на работниците си. Сумата се определя от правителството на Черна гора.
Към 2013 г. минималната заплата в Черна гора е 288,5 евро бруто и 193 евро нето, което е 37% от средната заплата в Черна гора. Нетната минимална заплата в Черна гора, 193 евро, е една от най-ниските в региона на Балканите и представлява най-ниският процент от средната заплата. През 2018 г. синдикатите искат увеличение на минималната работна заплата до 50% от средната заплата или 250 евро. По данни през 2018 г. повече от 170 000 души получават минималната работна заплата в Черна гора, което е 10% от общото работещо население. Минималната заплата от 2013 г. е 288,05 евро (бруто) и 193 евро (нето). Към ноември 2018 г. средната месечна заплата в Черна гора е 769 евро бруто и 512 евро нето. От 1 юли 2019 г. минималната заплата (нетна) се увеличава с 15% до 222 евро. Индексът „Кейтц“ (който определя съотношението между минималната заплата и средната заплата в страната) в Черна гора през 2013 г., след като минималната заплата е увеличена до 193 €, е 40,3%, но до 2019 г. пада до 38%. От 1 юли 2019 г. съотношението между минималната и средната работна заплата в страната се увеличава и е средно 512 евро и минимум 222 евро, около 43%.